# Båtstjärtar
Båtstjärtar (Quiscalus) är släkte i familjen trupialer inom ordningen tättingar. Släktet omfattar sju arter med förekomst i Nordamerika, Centralamerika och Västindien, varav en är utdöd:
- Mindre båtstjärt (Q. quiscula)
- Nicaraguabåtstjärt (Q. nicaraguensis)
- Karibbåtstjärt (Q. lugubris)
- Antillerbåtstjärt (Q. niger)
- Större båtstjärt (Q. major)
- Mexikansk båtstjärt (Q. mexicanus)
- Smalnäbbad båtstjärt (Q. palustris) – utdöd